# Francisco Álvarez Martínez

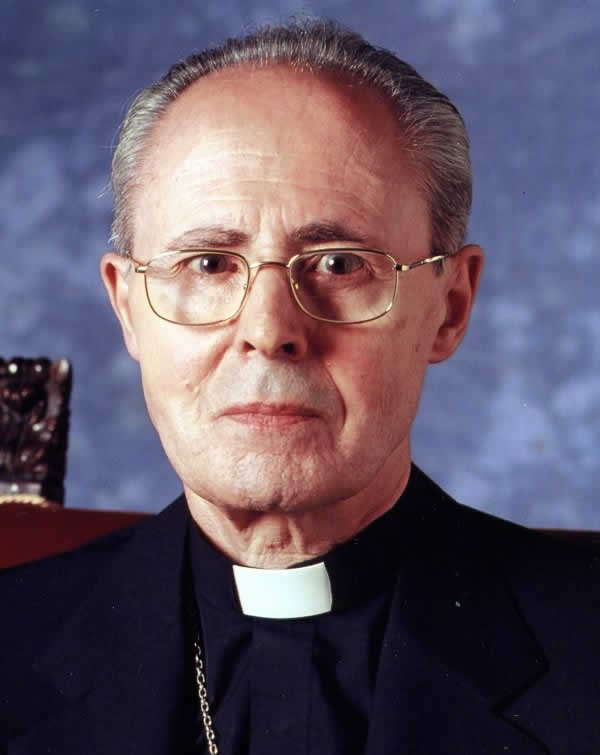
Francisco Kardinal Álvarez Martínez (2016)

Kardinalswappen

Francisco Kardinal Álvarez Martínez (* 14. Juli 1925 in Santa Eulalia de Ferroñes bei Llanera; † 5. Januar 2022 in Madrid) war ein spanischer römisch-katholischer Geistlicher, Erzbischof von Toledo und Primas von Spanien.

## Leben
Francisco Álvarez Martínez wurde 1925 in Santa Eulalia de Ferroñes in Asturien geboren. Er absolvierte am Seminar von Oviedo ein Studium der Philosophie und Katholischen Theologie und empfing im Jahre 1950 das Sakrament der Priesterweihe. An der Päpstlichen Universität Comillas in Madrid erlangte er seine Promotion im Fach Kanonisches Recht und war anschließend im Erzbistum Oviedo tätig. Dort wirkte er als Erzbischöflicher Geheimsekretär und Gemeindeseelsorger, Studentenkaplan und Generalprovikar.
Papst Paul VI. ernannte Francisco Álvarez Martínez am 13. April 1973 zum Bischof von Tarazona. Die Bischofsweihe spendete ihm der Apostolische Nuntius in Spanien, Erzbischof Luigi Dadaglio, am 3. Juni desselben Jahres. Mitkonsekratoren waren Pedro Cantero Cuadrado, Erzbischof von Saragossa, und José Méndez Asensio, Erzbischof von Pamplona y Tudela.
Am 20. Dezember 1976 ernannte ihn Papst Paul VI. zum Bischof von Calahorra y La Calzada-Logroño. Papst Johannes Paul II. ernannte ihn am 12. Mai 1989 zum Bischof von Orihuela-Alicante.
Am 23. Juni 1995 wurde er von Papst Johannes Paul II. zum Erzbischof von Toledo ernannt. 1991 wurde er Mitglied des Präsidiums der Spanischen Bischofskonferenz, was er bis zu seiner Emeritierung blieb. Ab dem 21. Februar 2001 gehörte Francisco Álvarez Martínez als Kardinalpriester mit der Titelkirche Santa Maria Regina Pacis a Monte Verde dem Kardinalskollegium an.
Am 24. Oktober 2002 nahm Papst Johannes Paul II. seinen altersbedingten Rücktritt an. Danach zog Kardinal Álvarez Martínez nach Madrid.
Álvarez Martínez nahm kurz vor Vollendung seines 80. Lebensjahres als einer der ältesten wahlberechtigten Kardinäle am Konklave 2005 teil, in dem Benedikt XVI. gewählt wurde.
Kardinal Álvarez Martínez verstarb am 5. Januar 2022 im Alter von 96 Jahren in Madrid.

## Mitgliedschaften
Kardinal Álvarez Martínez war Mitglied folgender Einheiten der Römischen Kurie:
- Päpstlicher Rat für die Laien (2001[5] bis 2005)
- Päpstlicher Rat zur Förderung der Einheit der Christen (2001[5] bis 2005)